# Tim Duncan
Timothy Theodore Duncan (Christiansted, Saint Croix, Islas Vírgenes de los Estados Unidos, 25 de abril de 1976) es un exjugador de baloncesto estadounidense que jugó 19 temporadas en los San Antonio Spurs de la NBA. Con 2,11 metros de altura, jugaba en la posición de ala-pívot o pívot. Obtuvo cinco anillos de campeón, dos premios al jugador más valioso de la NBA, tres veces elegido MVP de las Finales, diez apariciones en el mejor quinteto de la NBA y tres en el segundo. También ha aparecido en 15 ediciones del All-Star Game de la NBA. 
El 18 de diciembre de 2016 los Spurs le homenajearon retirando su camiseta con el número 21.
Desde la temporada 2019-20 ejerce como entrenador asistente de Gregg Popovich en el banquillo de los Spurs.
El 4 de abril de 2020, fue elegido para formar parte de la clase del 2020 del Basketball Hall of Fame.

## Inicios
Su familia, formada por sus padres, William y Lone Duncan, y sus dos hermanas Cheryl y Tricia era de clase media en Christiansted. En la escuela, Tim era un estudiante brillante, y soñaba con convertirse en nadador olímpico. Sus padres le apoyaban constantemente, despuntando el joven en 50, 100 y 400 metros estilo libre, y apuntando a disputar los Juegos Olímpicos de 1992 como miembro del equipo de Estados Unidos. Sin embargo, sus sueños fueron destruidos cuando el huracán Hugo destrozó en 1989 la única piscina olímpica que había en las Islas Vírgenes, y forzando a Duncan a entrenar en el océano. 
Pero pronto perdió el entusiasmo por la natación debido al miedo mortal que tenía a los tiburones y recibió un golpe emocional muy grande cuando su madre murió de cáncer de mama un día antes de su decimocuarto cumpleaños. Duncan no volvió a nadar con espíritu competitivo, por lo que tuvo que cambiar de deporte, eligiendo el baloncesto, ayudado por su cuñado. Inicialmente solo buscaba algo con lo que calmar su dolor, pero pronto se convirtió en la estrella del Instituto St. Dunstan's Episcopal y varias universidades se fijaron en él a pesar de llevar jugando solo desde noveno grado. Finalmente, la Universidad de Wake Forest se hizo con sus servicios gracias a que Chris King, exjugador y agente de la NBA encargado de promocionar esta en el Caribe, se fijó en él durante 1992 y convenció al entrenador de Wake Forest, Dave Odom, para que se hiciera con sus servicios.

## Carrera

### Universidad
En Wake Forest, Duncan venció los problemas de transición y se convirtió en uno de los mejores jugadores de su generación. Fue nombrado All-American, y ganó en 1997 el Premio John R. Wooden al mejor jugador masculino de toda la NCAA. Esa temporada, Duncan promedió 20.8 puntos y 14,7 rebotes por partido. Dominando su oposición con una misteriosa serie de movimientos en el poste bajo y una gama de tiros de media distancia, además de una intensa defensa, Duncan ganó en dos ocasiones el premio al Mejor Jugador de la ACC con los Demon Deacons y por partida triple el NABC Mejor Defensor del Año. Junto a otros, lideró la División I de la NCAA en 1996-97 en rebotes (14,7 por partido), fue décimo en tapones (3,3) y 28.º en anotación (20,8). Además, lanzó con un 60,8% en tiros de campo y fue nombrado en 1996 y 1997 el Jugador del Año de la ACC, elegido en el mejor quinteto del torneo de la ACC en 1995, 1996 y 1997, en el primer quinteto de la Atlantic Coast Conference en 1995, 1996 y 1997, y MVP del torneo de la ACC. 
Ese año, también lideró la conferencia en puntos, rebotes, porcentaje de tiros de campo y tapones, convirtiéndose en el primer jugador en la conferencia en liderar esas cuatro categorías estadísticas en un mismo año. Duncan lideró a Wake Forest a un balance de 97-31, finalizando su carrera universitaria como el máximo taponador de la historia de la NCAA y uno de los 10 jugadores capaces de conseguir 2000 puntos y 1500 rebotes en su carrera. También fue el primer jugador en la historia de la competición en llegar a los 1500 puntos, 1000 rebotes, 400 tapones y 200 asistencias, y dejó los Demon Deacons como el máximo taponador de la ACC con 481 tapones y segundo en los anales de la NCAA detrás de Adonal Foyle. En la lista de reboteadores de la ACC finalizó tercero con 1570 rebotes. Tras coronarse como el mejor jugador universitario del momento, era el principal candidato para ser el número uno del Draft de la NBA de 1997.

#### Estadísticas
| Año     | Equipo      | PJ  | PT  | MPP  | %TC  | %3P   | %TL  | RPP  | APP | ROB | TPP | PPP  |
| ------- | ----------- | --- | --- | ---- | ---- | ----- | ---- | ---- | --- | --- | --- | ---- |
| 1993–94 | Wake Forest | 33  | 32  | 30.2 | .545 | 1.000 | .745 | 9.6  | .9  | .4  | 3.8 | 9.8  |
| 1994–95 | Wake Forest | 32  | 32  | 36.5 | .591 | .429  | .742 | 12.5 | 2.1 | .4  | 4.2 | 16.8 |
| 1995–96 | Wake Forest | 32  | 32  | 37.2 | .555 | .304  | .687 | 12.3 | 2.9 | .7  | 3.8 | 19.1 |
| 1996–97 | Wake Forest | 31  | 31  | 36.7 | .608 | .273  | .636 | 14.7 | 3.2 | .7  | 3.3 | 20.8 |
| Total   | Total       | 128 | 128 | 35.1 | .577 | .321  | .689 | 12.3 | 2.3 | .5  | 3.8 | 16.5 |

### NBA

#### "Torres Gemelas" (1997-2003)

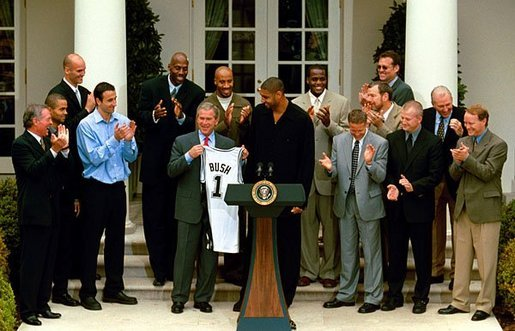
Duncan y los Spurs en la Casa Blanca tras ganar el anillo de 2003.

Fue elegido en primera posición del draft de 1997 por San Antonio Spurs. Los Spurs llevaban varios años fracasando en playoffs, y aún escocía la desastrosa 1996-97 en la que su estrella el pívot David Robinson se perdió prácticamente todo el curso debido a una lesión y el equipo finalizó con un balance de 20-62. Aunque, mirando el lado positivo, de no ser por esa lesión hubiera estado muy complicado el haber seleccionado a Duncan en el Draft, ya que su puesto final en la temporada no habría sido, ni de lejos, tan bajo como lo fue sin Robinson.
Tras la llegada de Duncan y con el experimentado Robinson como pareja interior, los Spurs fueron considerados uno de los equipos más fuertes a la hora de luchar por el anillo, siendo conocido el dúo entre las dos estrellas como "Torres Gemelas". En su temporada rookie, Duncan cumplió con las expectativas promediando 21,1 puntos, 11,9 rebotes, 2,7 asistencias y 2,5 tapones jugando los 82 partidos de la temporada regular, todos ellos como titular. Fue nombrado Rookie del Año, además de ser elegido en el mejor quinteto de la temporada y de rookies, y en el segundo defensivo. También fue seleccionado para disputar como suplente el All-Star Game de 1998, y clasificó a los Spurs a playoffs como quinto del oeste, con un balance de 56-26. En postemporada cayeron ante Utah Jazz en Semifinales de Conferencia tras batir a Phoenix Suns en primera ronda.

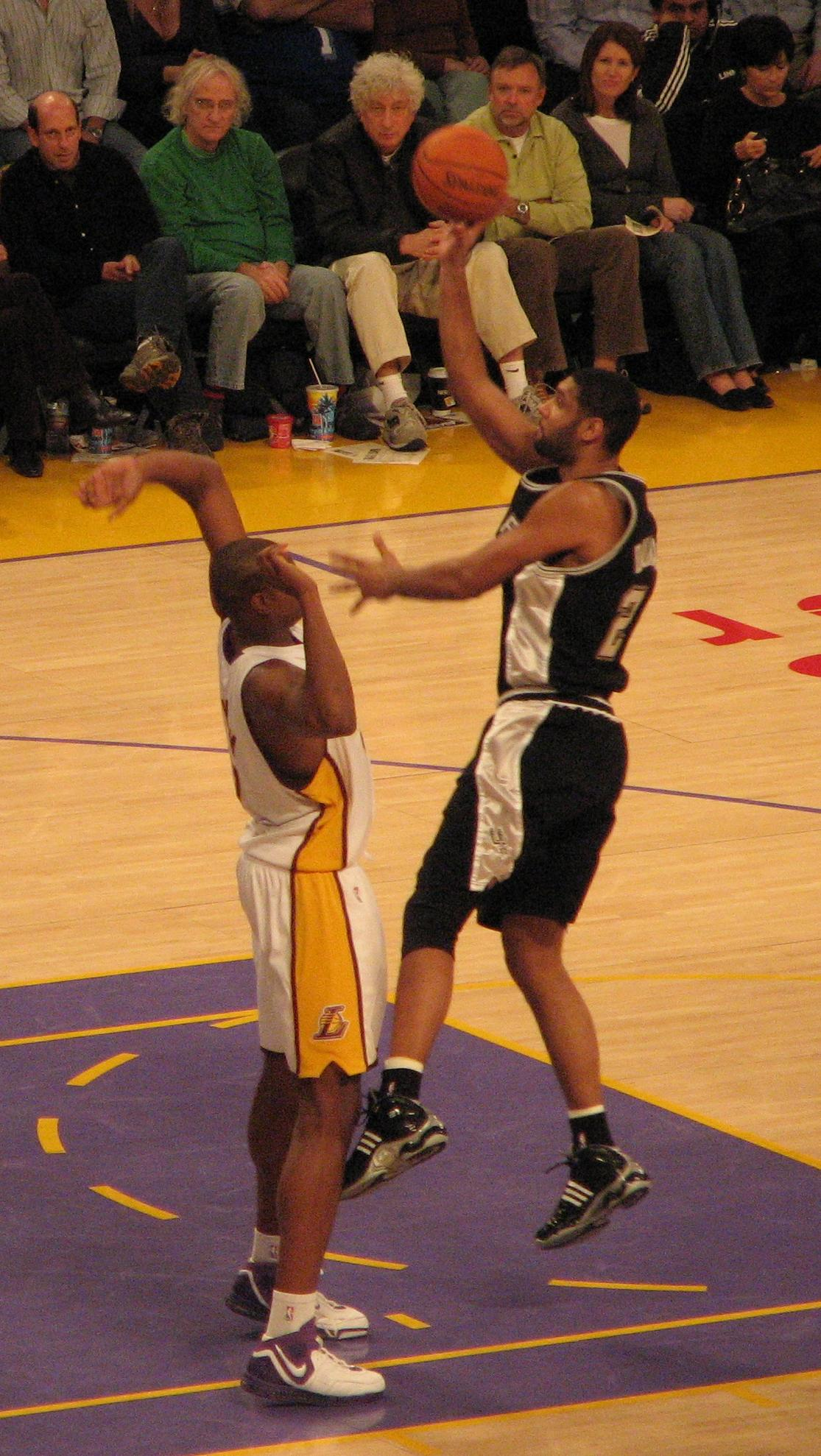
Duncan intenta un tiro en un encuentro ante los Lakers.

Durante la temporada del cierre patronal (1998-99), Duncan continuó con su juego y firmó 21,7 puntos, 11,4 rebotes, 2,4 asistencias y 2,5 tapones en temporada regular, siendo elegido en el primer quinteto de la temporada y defensivo. En los playoffs, eliminaron a Minnesota Timberwolves en primera ronda por 3-1 y barrieron a Los Angeles Lakers y Portland Trail Blazers en Semifinales y Finales de Conferencia. En general, hicieron que el trayecto hacia las Finales de la NBA fuera un camino de rosas. En las finales, vencieron a New York Knicks por 4-1, por lo que tan solo dejaron escapar dos partidos en toda la postemporada, siendo Tim Duncan nombrado MVP de las Finales y convirtiendo a los Spurs en campeones de la NBA por primera vez en la historia de la franquicia.
En la campaña 1999-00, los promedios de Duncan fueron de 23,2 puntos, 12,4 rebotes, 3,2 asistencias y 2,2 tapones, siendo un año más elegido en los primeros quintetos de la NBA y consiguiendo el MVP del All-Star Game de 2000 compartido con Shaquille O'Neal. Sin embargo, el concurso de los Spurs en postemporada fue un fracaso, en parte debido a la lesión de Duncan a final de temporada que le impidió disputar los playoffs. Como consecuencia, los Spurs fueron eliminados en primera ronda por Phoenix Suns en cuatro encuentros. En ese año, renueva con los Spurs por 32,6 millones en tres años haciéndose efectivo desde la 2001-02.
En la siguiente temporada, Duncan se fue hasta los 22,2 puntos, 12,2 rebotes, 3 asistencias y 2,3 tapones, llegando en playoffs hasta las Finales de Conferencia y cayendo ante los Lakers eliminando previamente a los Timberwolves y a Dallas Mavericks cómodamente. Pero la mejor campaña de Duncan estaba por llegar, explotando definitivamente en la 2001-02 tras ser nombrado MVP de la temporada con unos números de impresión; 25,5 puntos, 12,7 rebotes, 3,7 asistencias y 2,5 tapones. En playoffs, sin embargo, las cosas no fueron tan bien, siendo eliminados de nuevo ante los Lakers, esta vez en semifinales.
En la 2002-03 volvió a recibir el MVP de la temporada, promediando en esta ocasión 23,3 puntos, 12,9 rebotes, 3,9 asistencias y 2,9 tapones por noche. Como de costumbre, fue elegido en el mejor quinteto de la temporada y en el defensivo, cita obligada para Duncan tras los 82 partidos de temporada regular. Tras batir a los Suns, Lakers y Mavericks, todos ellos por 4-2, se plantaron en las finales por primera vez desde 1999. Vencieron en seis partidos a New Jersey Nets y Duncan se proclamó por segunda vez MVP de las Finales y campeón de la NBA. Además, la revista Sports Illustrated le nombró junto con su compañero Robinson (que se retiraba del baloncesto tras esta temporada) "Deportista del Año". Ese mismo año, renuncia a su último año de contrato con los Spurs por el que percibiría 13,3 millones de dólares y renueva con el equipo tejano con un contrato de 122 millones por siete años.

#### Líder de Spurs (2003-07)

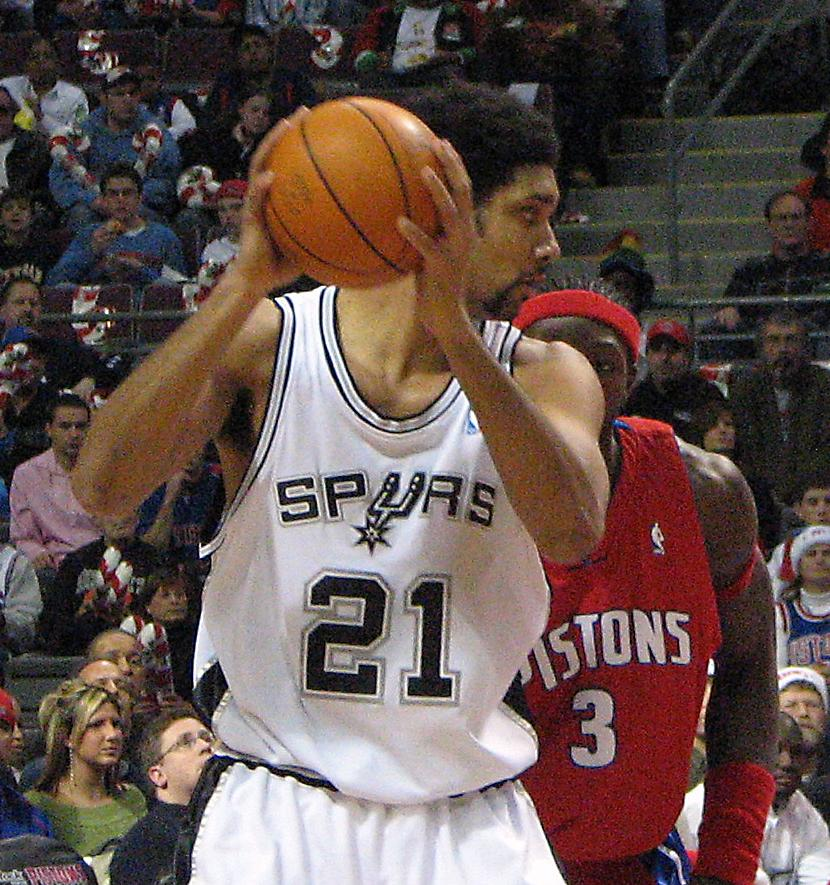
Duncan defendido por Ben Wallace en un partido de 2005.

Tras la retirada de Robinson, Duncan se convertía en el auténtico líder del equipo. Sin embargo, no pudo defender el título tras ser eliminado por los Lakers en Semifinales de Conferencia, serie en la que en el quinto partido Derek Fisher anotó la crucial canasta a falta de 0,4 segundos para el final del encuentro.
Aunque sus estadísticas descendieron (20,3 puntos, 11,1 rebotes, 2,7 asistencias y 2,6 tapones) en la temporada 2004-05, los Spurs regresaron a las Finales de la NBA, ganándolas por tercera vez y con un Duncan recibiendo su tercer MVP de las Finales (solo Michael Jordan, Shaquille O'Neal, Magic Johnson y LeBron James han ganado ese premio en tres o más ocasiones). Esta vez fue ante Detroit Pistons, sentenciando Duncan en el séptimo y definitivo partido con 25 puntos y 11 rebotes.
En la campaña 2005-06, Duncan sufrió una fascitis plantar la mayor parte de la temporada, limitándole en su rendimiento y siendo el responsable del descenso en sus números; 18.6 puntos, 11.0 rebotes, 3.2 asistencias y 2 tapones por partido. Por primera vez en su carrera, no fue incluido en el mejor quinteto de la temporada. En playoffs, cayeron en Semifinales de Conferencia ante Dallas Mavericks en siete partidos. Tras un curso repleto de obstáculos, Duncan volvió a sus estadísticas en la 2006-07 y al mejor quinteto de la temporada.
En 2007, San Antonio Spurs ganó por cuarta vez el anillo, esta vez después de barrer a Cleveland Cavaliers liderados por LeBron James; pero en esta ocasión fue su compañero de equipo el francés Tony Parker quien se llevó el MVP de las Finales. Con este último, suman 4 campeonatos en los últimos 7 años, convirtiéndose San Antonio en una dinastía y Tim Duncan en su monarca.

#### Otra final tras seis años (2013)
En la temporada 2012-13, San Antonio acabó como campeón de su división, al igual que había hecho en cuatro de los últimos cinco años. Con un bagaje de 58/24 terminó segundo de la Conferencia Oeste, solo por detrás de Oklahoma City Thunder. Ya en playoffs, se deshizo de Los Angeles Lakers en primera ronda (4-0), luego vendrían Golden State Warriors y Memphis Grizzlies en la final de conferencia, que se llevaron por 4-0. En la final, se enfrentaron a los Miami Heat del Big Three, liderados por LeBron James, Chris Bosh y Dwyane Wade. A pesar de conseguir ir por delante en la serie con un 3-2, perdieron los dos últimos partidos y Miami conquistó (4-3) su segundo título consecutivo.

#### El quinto anillo (2013-2014)
El 15 de junio de 2014 consigue su quinto anillo de campeón de la NBA tras la victoria de los San Antonio Spurs en el quinto partido de la final contra los Miami Heat de LeBron James, Dwyane Wade y Chris Bosh, con un resultado global de 4-1 en la serie. Es el único jugador que ha ganado el anillo en tres décadas diferentes con el mismo equipo.

#### Buscando repetir (2014-2016)
El 23 de junio de 2014, Duncan ejerció su opción de renovación de contrato con los Spurs, por 10,5 millones de dólares por la temporada 2014-15. El 14 de noviembre anotó su punto 25.000 en toda su carrera, convirtiéndose en el decimonoveno jugador en lograrlo. El 5 de diciembre consiguió el noveno triple-doble de toda su carrera, lo que le convierte en el segundo jugador más longevo en lograrlo, con 38 años y 244 días, solo superado por Karl Malone, que lo logró a los 40 años de edad en 2003.
El 11 de julio de 2016 anuncia su retirada, tras 19 años como Spur y 5 anillos de campeón.

### Selección nacional
Duncan disputó con la selección nacional de Estados Unidos el Campeonato de las Américas en Puerto Rico de 1999, ayudando al equipo a clasificarse para los Juegos Olímpicos de Sídney de 2000. Sin embargo, una lesión en la rodilla le impidió formar parte del equipo campeón olímpico.
Cuatro años más tarde, y tras ganar el FIBA Américas 2003 formó parte del Dream Team IV, compitiendo en los Juegos Olímpicos de Atenas de 2004, donde el equipo perdió tres partidos en su camino a conseguir la medalla de bronce. Tras este evento Duncan declaró que probablemente no volvería a disputar una competición FIBA.

## Estadísticas de su carrera en la NBA

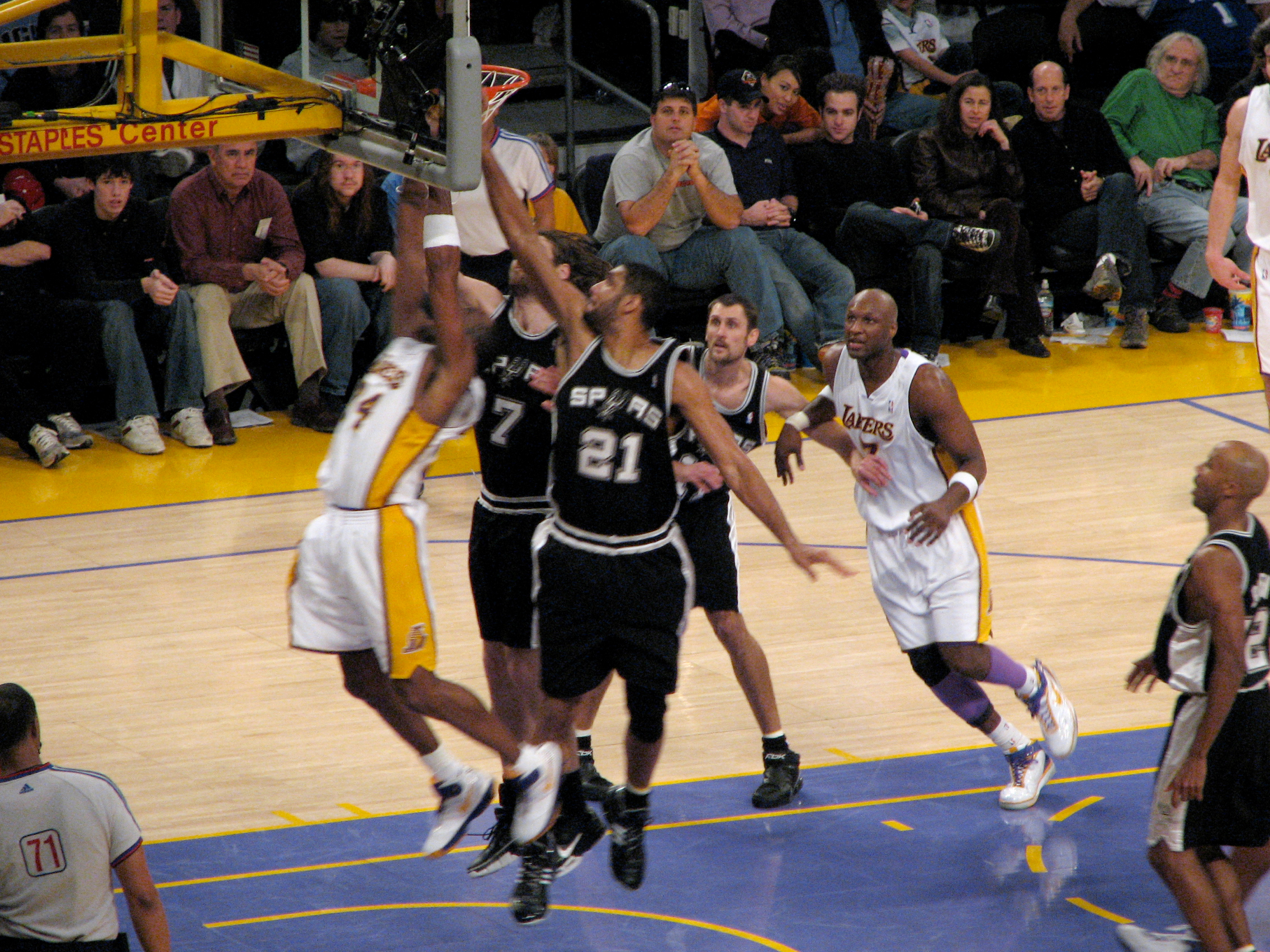
Duncan intentando un tapón ante Los Angeles Lakers.

|  | Denota temporadas en las que ganó el Campeonato de la NBA |

### Temporada regular
| Año      | Equipo      | PJ    | PT    | MPP  | %TC  | %3P  | %TL  | RPP  | APP | ROB | TPP | PPP  |
| -------- | ----------- | ----- | ----- | ---- | ---- | ---- | ---- | ---- | --- | --- | --- | ---- |
| 1997-98  | San Antonio | 82    | 82    | 39.1 | .549 | .000 | .662 | 11.9 | 2.7 | .7  | 2.5 | 21.1 |
| 1998-99  | San Antonio | 50    | 50    | 39.3 | .495 | .143 | .690 | 11.4 | 2.4 | .9  | 2.5 | 21.7 |
| 1999-00  | San Antonio | 74    | 74    | 38.9 | .490 | .091 | .761 | 12.4 | 3.2 | .9  | 2.2 | 23.2 |
| 2000-01  | San Antonio | 82    | 82    | 38.7 | .499 | .259 | .618 | 12.2 | 3.0 | .9  | 2.3 | 22.2 |
| 2001-02  | San Antonio | 82    | 82    | 40.6 | .508 | .100 | .799 | 12.7 | 3.7 | .7  | 2.5 | 25.5 |
| 2002-03  | San Antonio | 81    | 81    | 39.3 | .513 | .273 | .710 | 12.9 | 3.9 | .7  | 2.9 | 23.3 |
| 2003-04  | San Antonio | 69    | 68    | 36.6 | .501 | .167 | .599 | 12.4 | 3.1 | .9  | 2.7 | 22.3 |
| 2004-05  | San Antonio | 66    | 66    | 33.4 | .496 | .333 | .670 | 11.1 | 2.7 | .7  | 2.6 | 20.3 |
| 2005-06  | San Antonio | 80    | 80    | 34.8 | .484 | .400 | .629 | 11.0 | 3.2 | .9  | 2.0 | 18.6 |
| 2006-07  | San Antonio | 80    | 80    | 34.1 | .546 | .111 | .637 | 10.6 | 3.4 | .8  | 2.4 | 20.0 |
| 2007-08  | San Antonio | 78    | 78    | 34.0 | .497 | .000 | .730 | 11.3 | 2.8 | .7  | 2.0 | 19.3 |
| 2008-09  | San Antonio | 75    | 75    | 33.6 | .504 | .000 | .692 | 10.7 | 3.5 | .5  | 1.7 | 19.3 |
| 2009-10  | San Antonio | 78    | 77    | 31.3 | .519 | .182 | .725 | 10.1 | 3.2 | .6  | 1.5 | 17.9 |
| 2010-11  | San Antonio | 76    | 76    | 28.3 | .500 | .000 | .716 | 8.9  | 2.7 | .7  | 1.9 | 13.4 |
| 2011-12  | San Antonio | 58    | 58    | 28.2 | .492 | .000 | .695 | 9.0  | 2.3 | .7  | 1.5 | 15.4 |
| 2012-13  | San Antonio | 69    | 69    | 30.1 | .502 | .286 | .817 | 9.9  | 2.7 | .7  | 2.6 | 17.8 |
| 2013-14  | San Antonio | 74    | 74    | 29.2 | .490 | .000 | .731 | 9.7  | 3.0 | .6  | 1.9 | 15.1 |
| 2014-15  | San Antonio | 77    | 77    | 28.9 | .512 | .286 | .740 | 9.1  | 3.0 | .8  | 2.0 | 13.9 |
| 2015-16  | San Antonio | 61    | 60    | 25.2 | .488 | .000 | .702 | 7.3  | 2.7 | .8  | 1.3 | 8.6  |
| Total    | Total       | 1,392 | 1,389 | 34.0 | .506 | .179 | .696 | 10.8 | 3.0 | .7  | 2.2 | 19.0 |
| All-Star | All-Star    | 14    | 12    | 21.1 | .549 | .250 | .765 | 9.1  | 2.1 | .9  | .6  | 9.9  |

### Playoffs
| Año   | Equipo      | PJ  | PT  | MPP  | %TC  | %3P   | %TL  | RPP  | APP | ROB | TPP | PPP  |
| ----- | ----------- | --- | --- | ---- | ---- | ----- | ---- | ---- | --- | --- | --- | ---- |
| 1998  | San Antonio | 9   | 9   | 41.6 | .521 | .000  | .667 | 9.0  | 1.9 | .6  | 2.6 | 20.7 |
| 1999  | San Antonio | 17  | 17  | 43.1 | .511 | .000  | .748 | 11.5 | 2.8 | .8  | 2.7 | 23.2 |
| 2001  | San Antonio | 13  | 13  | 40.5 | .488 | 1.000 | .639 | 14.5 | 3.8 | 1.1 | 2.7 | 24.4 |
| 2002  | San Antonio | 9   | 9   | 42.2 | .453 | .333  | .822 | 14.4 | 5.0 | .7  | 4.3 | 27.6 |
| 2003  | San Antonio | 24  | 24  | 42.5 | .529 | .000  | .677 | 15.4 | 5.3 | .6  | 3.3 | 24.7 |
| 2004  | San Antonio | 10  | 10  | 40.5 | .522 | .000  | .632 | 11.3 | 3.2 | .8  | 2.0 | 22.1 |
| 2005  | San Antonio | 23  | 23  | 37.8 | .464 | .200  | .717 | 12.4 | 2.7 | .3  | 2.3 | 23.6 |
| 2006  | San Antonio | 13  | 13  | 37.9 | .573 | .000  | .718 | 10.5 | 3.3 | .9  | 1.9 | 25.8 |
| 2007  | San Antonio | 20  | 20  | 36.8 | .521 | .000  | .644 | 11.5 | 3.3 | .6  | 3.1 | 22.2 |
| 2008  | San Antonio | 17  | 17  | 39.2 | .449 | .200  | .626 | 14.5 | 3.3 | .9  | 2.1 | 20.2 |
| 2009  | San Antonio | 5   | 5   | 32.8 | .532 | .000  | .607 | 8.0  | 3.2 | .6  | 1.2 | 19.8 |
| 2010  | San Antonio | 10  | 10  | 37.3 | .520 | .500  | .478 | 9.9  | 2.6 | .7  | 1.7 | 19.0 |
| 2011  | San Antonio | 6   | 6   | 35.3 | .478 | .000  | .625 | 10.5 | 2.7 | .5  | 2.5 | 12.7 |
| 2012  | San Antonio | 14  | 14  | 33.1 | .495 | .000  | .707 | 9.4  | 2.8 | .7  | 2.1 | 17.4 |
| 2013  | San Antonio | 21  | 21  | 35.0 | .470 | .000  | .806 | 10.2 | 1.9 | .9  | 1.6 | 18.1 |
| 2014  | San Antonio | 23  | 23  | 32.7 | .523 | .000  | .760 | 9.1  | 1.9 | .3  | 1.3 | 16.3 |
| 2015  | San Antonio | 7   | 7   | 35.7 | .589 | .000  | .559 | 11.1 | 3.3 | 1.3 | 1.4 | 17.9 |
| 2016  | San Antonio | 10  | 10  | 21.8 | .423 | .000  | .714 | 4.8  | 1.4 | .2  | 1.3 | 5.9  |
| Total | Total       | 251 | 251 | 37.3 | .501 | .143  | .689 | 11.4 | 3.0 | .7  | 2.3 | 20.6 |